# Sébikhotane
Sébikhotane – miasto w Senegalu, w regionie Dakar.